# Lúcio Postúmio Albino (cônsul em 234 a.C.)
Lúcio Postúmio Albino (m. 215 a.C.;em latim: Lucius Postumius Albinus) foi um político da gente Postúmia da República Romana eleito cônsul por três vezes, em 234, 229 e 215 a.C., com Espúrio Carvílio Máximo Ruga, Cneu Fúlvio Centúmalo e Tibério Semprônio Graco respectivamente. Provavelmente era filho de Aulo Postúmio Albino, cônsul em 242 a.C..

## Primeiro consulado (234 a.C.)
Foi eleito pela primeira vez em 234 a.C. com Espúrio Carvílio Máximo Ruga, quando recebeu a missão de lutar contra os ligúrios e os derrotou.

## Segundo consulado (229 a.C.)
Na segunda vez que foi eleito cônsul, em 229 a.C., desta vez com Cneu Fúlvio Centúmalo, liderou os esforços romanos na Primeira Guerra Ilírica, derrotando a rainha Teuta. Os romanos estabeleceram um protetorado sobre grande parte do território ilírio e coroaram o rei cliente Demétrio de Faro para se contrapor à rainha Teuta. Centúmalo voltou para casa com grande parte de suas forças terrestres e navais, deixando Albino com apenas quarenta navios e uma diminuta parte do exército. Aos dois foi concedido um triunfo, o primeiro contra os ilírios.

## Segunda Guerra Púnica

### Pretor (216 a.C.) e terceiro consulado (215 a.C.)
Em 216 a.C., o terceiro ano da Segunda Guerra Púnica, foi enviado à Gália Cisalpina como pretor. No ano seguinte, foi eleito cônsul pela terceira vez, agora com Tibério Semprônio Graco, mas não conseguiu assumir o cargo pois foi derrotado e morto pelos gauleses boios na emboscada da Floresta Litana: uma força de guerreiros boios emboscou os romanos aniquilando a maior parte do seu exército; quando Albino e o que restou das suas forças tentaram fugir para uma ponte próxima, deram de frente com um destacamento de guerreiros boios que os derrotou por completo. Segundo Lívio, seu crânio foi pelos boios utilizado como vasilha cerimonial em suas cerimônias religiosas:
| “ | Os boios roubaram do corpo seus espólios, cortaram-lhe a cabeça e levaram tudo em triunfo até o mais sagrado de seus templos. Segundo seu costume, limparam o crânio e cobriram-no com ouro batido; ele foi então utilizado como vasilha para libações e também como caneca para os sacerdotes e ministros do templo. | ” |
|   | — Lívio, Ab Urbe Condita XXIII, 24.12.. |   |

Quando as notícias da morte de Albino chegaram a Roma, o pânico foi tanto que as lojas foram fechadas e quase ninguém saiu para a rua. Os senadores então ordenaram que os edis circulassem pela cidade ordenando que os cidadãos reabrissem seus negócios e interrompessem este luto não oficial. Logo depois de sua morte, Marco Cláudio Marcelo foi eleito de forma unânime como seu substituto, mas, como ele era plebeu (assim como Semprônio Graco), acabou obrigado a renunciar e Fábio Máximo acabou sendo o cônsul sufecto.